# Microtis cupularis
Microtis cupularis är en orkidéart som först beskrevs av David Lloyd Jones och G.Brockman, och fick sitt nu gällande namn av Andrew Phillip Brown. Microtis cupularis ingår i släktet Microtis och familjen orkidéer. Inga underarter finns listade i Catalogue of Life.